# U 3503
U 3503 var beteckningen på en ubåt i tyska Kriegsmarine som sjösattes i Danzig 1944. Ubåten attackerades och skadades av allierat flyg i Kattegatt och flydde in på svenskt territorialvatten vid Vinga Sand, där den sänktes av sin egen besättning. Ubåten bärgades av svenska marinen genom att luft blåstes in i ubåten, samt togs om hand och skrotades. Marinförvaltningen fick därvid tillfälle att i detalj studera tysk ubåtsteknik.
Dess nazityska örlogsflagga finns fortfarande bevarad och utställd permanent på Sjöfartsmuseet i Göteborg.

## Händelseförlopp
Efter leverans till Kriegsmarine 9 september hissade den då 24-årige Hugo Deiring sitt befälstecken, varvid sex månaders utbildning och provturer följde. Detta avslutades med att en del fel åtgärdades hos Howaltwerke i Hamburg. Därefter gick man till Kiel och tog ombord proviant för sex månader samt 20 torpeder. Det var dock svårt att dagarna före Tysklands kapitulation få tag på bunkerolja. U 3503 gick därför till Helsingör där hon kunde överta 140 ton dieselolja från U 3523.
Den 5 maj 1945 lämnade U 3503 tillsammans med tre andra ubåtar Helsingör för att ombasera till Norge. I Kattegatt upptäcktes de av allierade flygplan av typen B-24 Liberator. Striden slutade med att ett flygplan sköts ned och en ubåt, U 534, sänktes. U 3503 fortsatte i undervattensläge mot Norge, men vid ett nytt flyganfall besköts ubåtens snorkelhuvud på ytan med automatkanon. Genom något misstag av maskinpersonalen fylldes ubåten av dieselavgaser. Fartygschefen beslöt då att gå i hög fart i uläge mot Göteborg.
Ubåten möttes först av kustpolisen och personal från KA-batteriet Galtö. Senare ankom jagaren HMS Göteborg och ledsagade ubåten till en ankarplats i närheten av Vinga. Under den 7 maj pågick förhandlingar om internering och samtal med tyska marinattachén i Stockholm. Ubåten förberedde sig dock på sänkning och gjorde sig av med torpeder, dokument och kryptoapparat. Dagen därpå gick besättningen över i gummibåtar och öppnade bottenventilerna. Försök gjordes att ta ubåten under bogsering mot grundare vatten, men detta misslyckades dock och ubåten sjönk på 20 meters djup.
Besättningen togs om hand av jagaren HMS Norrköping och skickades till interneringsläger i Backamo. 

## Bärgningen
Redan under maj månad 1945 bärgade marinens dykare en stor del av torpederna, hemlig materiel och dokument. Bärgning av själva ubåten påbörjades i maj 1946. Man sökte lyfta denna genom att täta läckorna och blåsa in tryckluft i båten. Efter flera misslyckade försök fick man upp ubåten till ytan den 6 augusti och därefter togs den in i Götaverkens flytdocka. Där kantrade ubåten, varvid en del smärre skador uppstod.
Parallellt med detta pågick förhandlingar med de allierades myndigheter om att få behålla ubåten. Dessa krävde dock att ubåten skulle skrotas. Så skedde också, varunder Marinförvaltningens specialister fick tillfälle att studera och dokumentera konstruktionen. Ubåtens snorkelanläggning togs om hand och monterades på prov på den svenska ubåten HMS Draken och sedan på U 9.